# Duńskie jednostki miar
Duński system miar wywodzi się z greckiej miary długości pous (stopa grecka) wynoszącej 308,4 mm, przejętej poprzez stosunki handlowe w późnej epoce brązu i wczesnej epoce żelaza. Niektóre wcześniejsze miary długości zostały odtworzone na podstawie rysunków miar na 52 i pół stopowej łodzi Hjortspring datowanej na 350 rok p.n.e., a odnalezionej w 1921 roku. Odległość między wręgami tej łodzi wynosiła 3 stopy.
1 maja 1683 roku, Król duński Chrystian V utworzył Justervæsen, biuro nadzoru miar i wag pod kierownictwem Olego Rømera. Miarę długości alen zdefiniowano jako 2 stopy reńskie. Rømer odkrył, że istnieją różne standardy stopy reńskiej, dlatego też w roku 1698 ustanowiono nowy żelazny standard kopenhaski. Rømer sugerował wprowadzenie standardowej długości stopy wyznaczonej na podstawie wahadła. W 1820 wprowadzono standard Rømera, a w 1835 zmieniono. System metryczny w Danii został wprowadzony w 1907 roku.

## Miary długości
- mil – duńska mila. Do końca XVII stulecia, Ole Rømer, Mercator i inni współcześni wielkiemu duńskiemu kartografowi Thisusowi wyznaczyli jej długość na 12 000 alen. Miara ta została zaakceptowana w roku 1816 jako pruska Meile. W 1835 ustalono jej długość na 7,532 km. Wcześniej używano wiele różnych wariantów długości mili, z których najpopularniejsza była mila Sjællandzka wnosząca 17 600 alen lub 11,13 km.
- palme – dłoń, miara obwodu, 8,86 cm
- alen – łokieć, 2 fod
- fod – około 313,85 mm, najczęściej używana miara. Znana od 1683 roku jako Rheinfuss (stopa reńska) 314,07 mm przedtem wynosiła 314,1 mm, ale występowały też inne warianty.
- kvarter – kwarta (ćwierć), 1/4 alen
- tomme – kciuk (cal), 1/12 fod
- linie – linia, 1/12 tomme
- skrupel – skrupuł, 1/12 linie

## Miary objętości
- potte – garniec, od 1683 roku 1/32 fot³, około 966 ml używana w XIX i XX wieku.
- smørtønde – baryłka masła, od 1683 roku 136 potter
- korntønde – baryłka zboża (ziarna), od 1683 roku 144 potter

## Masy
- pund – funt, od roku 1683 masa 1/62 fot³ wody, około 499,75 g

## Różne
- dusin – tuzin (12)
- snes – dwadzieścia (20)
- gros – gros (144)